# 555 20th
《555 20th》（日語：555 20th）是特摄作品《假面騎士555》衍生的錄影帶首映故事系列作品，東映V-CINEXT的名義系列商品之一。

## 概要
- 本作為《假面騎士555》的20週年紀念作品。
- 本作登場的主要角色皆為《假面騎士555》本篇的原班人馬[1]。
- 本作為《平成假面骑士系列》的第9套OV作品。

## 假面騎士555 20th PARADISE・REGAINED

### 本作特色
- 本作為《假面騎士555》的續篇，延續本篇最終話20年後的故事[2]，亦是本作的20週年紀念作品。
- 本作中的假面騎士555的全新形態造型提前於假面騎士555 20周年特別活動「『仮面ライダー555』20th Anniversary EVENT『555×2Φ』」先行發表，並於2023年7月15日的「THE 假面騎士展」發表新形態名稱和完整造型展示[3]。
- 本作中的假面騎士Kaixa的全新形態造型於2023年9月13日發表，恰逢對應了『913』的數字，同時發表於2024年2月2日期間限定劇場上映[4]。
- 本作公開發表時間為2023年（令和5年）5月5日 星期五（金曜日），恰逢對應了『555』的數字[5]。
- 本作繼《RIDER TIME 假面騎士龍騎》、《假面騎士聖刃 深罪的三重奏》後，為第三部《假面騎士系列》TV本篇續篇作品。
- 本作為首部以本篇登場的原班人馬所主演的《假面騎士系列》續篇作品。
- 本作繼《假面騎士OOO 10th 復活的核心硬幣》後，為第二部《假面騎士系列》週年紀念作品。
- 本作邀請到聲優進藤天音擔任本作登場的新角色 - Smart Lady一角。
- 《假面騎士555》的劇中角色菊池啓太郎，在本片中並未登場[注 1]，劇中另由設定為其外甥，定位類似的角色「菊池條太郎」出現。
- 曾在當年《假面騎士555》本篇中擔任假面騎士555戲服演員的高岩成二，也在本作中客串演出[注 2]。

### 故事概要
園田真理、菊池條太郎、海堂直也和草加雅人，一同經營著「西洋洗衣店 菊池」，同時也為操冥使徒提供庇護。
另一方面，由政府重組的智腦公司(Smart Brain)變成殲滅操冥使徒的公司。
某日，為了保護操冥使徒，草加和海堂與殲滅隊隊長「胡桃玲菜」交戰，在那之中卻出現下落不明的乾巧，作為公司的尖兵與草加等人交鋒。
充滿波瀾的再會，由人類與操冥使徒交織而成的故事再度展開。

### 登場人物

#### 本作登場人物
胡桃玲菜（福田瑠美香飾）
假面騎士Muez（第一任）的變身者。
菊池條太郎（淺川大治飾）
菊池啓太郎的外甥
久夫（柳川類飾）
蚊操冥使徒的人間體，假面騎士Delta（第九任）的變身者。
康太（土師野隆之介飾）
壁虎操冥使徒的人間體。
京（松澤可苑飾）
秧雞操冥使徒的人間體。
Smart Lady（進藤天音飾）
智腦公司（Smart Brain）的形象女郎兼社長秘書。

### 本作登場假面騎士

#### 假面騎士NEXT Faiz
變身者： （替身演員：岩上弘數、CV：半田健人）
原文： / 

#### 假面騎士NEXT Kaixa
變身者：草加雅人（人型機器人）（替身演員：松岡航平、CV：村上幸平）
原文： / 

#### 假面騎士Muez
變身者：胡桃玲菜 / 北崎望（人型機器人） （替身演員：髙嵜百花 / 原降太、CV：福田瑠美香 / 藤田玲）
原文： / 

### 本作限定登場道具

#### 變身道具
- Faiz驅動器NEXT

原文： / 
假面騎士NEXT 555所使用的變身腰帶。
- Faiz Phone 20 Plus

原文： / 
假面騎士NEXT 555的核心道具，外型為智慧型手機，按下App可切換成爆裂槍模式和拳套模式。
- Kaixa Phone XX

原文： / 
假面騎士NEXT Kaixa所使用的變身道具。
- Muez驅動器

原文： / 
假面騎士Muez所使用的變身腰帶。
- Muez Phone

原文： / 
假面騎士Muez的核心道具，外型為智慧型手機。

#### 專屬武裝
- Kaixa十字斬擊者

原文： / 
假面騎士NEXT Kaixa的雙刀型武器。

### 樂曲

#### 主題曲
「Identiφ‘s」
- 演唱：ISSA
- 作詞：藤林聖子
- 作曲：佐藤和豊
- 編曲：中川幸太郎
- 和聲：m.c.A・T

#### 插曲
「JustiΦ's」
- 演唱：ISSA
- 作詞：藤林聖子
- 作曲：佐藤和豐
- 編曲：中川幸太郎

### 演員
- - 半田健人
- 園田真理 - 芳賀優里亞
- 草加雅人 - 村上幸平
- 海堂直也 - 唐橋充
- 北崎 - 藤田玲
- 胡桃玲菜 - 福田瑠美香
- 菊池條太郎 - 淺川大治
- 久夫 - 柳川類
- 康太 - 土師野隆之介
- 京 - 松澤可苑
- Smart Lady - 進藤天音

## 假面騎士555 殺人事件
《假面騎士555 殺人事件》是特攝片《假面騎士555》的外傳作品，同時也是《假面騎士555 20th PARADISE・REGAINED》的衍生作品，於日本時間2024年（令和6年）1月28日早上08:00在東映特攝YouTube Official和東映特攝粉絲俱樂部（TTFC）上播映問題篇，於日本時間2024年（令和6年）5月5日在東映特攝粉絲俱樂部（TTFC）上播映解決篇。

### 本作特色
- 本作繼《假面騎士BIRTH BIRTH X 誕生秘史》後，為第二部平行番外篇作品。
- 本作為《假面騎士555 20th PARADISE·REGAINED》的平行番外篇[7]。

### 故事概要
在菊池洗衣店工作的乾巧、園田真理和草加雅人過著一如既往的日常生活。某天，來到店裡的客人遭到不明人士攻擊，他們試圖找出這位兇手。

## 製作人員
- 原作 - 石之森章太郎
- 劇本 - 井上敏樹
- 導演 - 田﨑龍太
- 音樂 - 松尾早人
- 動作導演 - 和田三四郎